# Аль-Аммари, Амир
Амир Фуад Абуд аль-Аммари (швед. Amir Fouad Aboud Al-Ammari, араб. أمير فؤاد عبود العماري‎; род. 27 июля 1997, Йёнчёпинг) — иракский и шведский футболист, полузащитник клуба «Краковия» и национальной сборной Ирака.

## Клубная карьера
Футболом начинал заниматься в футбольном клубе «Экснехага». В 12-летнем возрасте присоединился к «Хускварне», где стал выступать за юношеские команды. В июле 2013 года перешёл в академию датского «Брондбю», заключив контракт на три года. В марте 2017 года вернулся в «Хускварну». 17 апреля в её составе дебютировал в первом шведском дивизионе в домашней игре с «Ландскруной», выйдя в стартовом составе. 29 апреля забил первый мяч, отличившись на 34-й минуте матча с «Ассюриской».
В общей сложности в сезоне принял участие в 26 матчах команды, в которых забил восемь мячей.
В декабре 2017 года перебрался в «Йёнчёпингс Сёдру», с которой подписал трёхлетний контракт. Впервые в футболке нового клуба появился 18 февраля 2018 года в матче группового этапа кубка Швеции с «Фреем», появившись на поле с первых минут. 1 апреля в первом туре нового чемпионата дебютировал в Суперэттане, выйдя на замену на 88-й минуте встречи с ГАИС вместо Тома Сиве. В сезоне 2020 года вместе с командой занял третье место в турнирной таблице, позволяющее попасть в стыковые матчи за право выступать в Алльсвенскане. Аль-Аммари принял участие в обеих встречах двухматчевого противостояния с «Кальмаром», но по сумме двух встреч сильнее оказался соперник. По окончании сезона покинул «Йёнчёпингс Сёдру» в связи с истечением контракта.
14 февраля 2021 года перешёл в «Хальмстад». Первую игру за сине-белых провёл 21 февраля в рамках группового этапа кубка Швеции с ГАИС, заменив в середине второго тайма Симона Лундевалля. 11 апреля дебютировал в чемпионате Швеции в игре первого тура против «Хеккена».

## Карьера в сборной
Выступал за юношескую сборную Швеции. Первую игру в её составе провёл против норвежцев 16 сентября 2014 года, заменив на 81-й минуте встречи Кевина Карлссона.
В октябре 2018 года аль-Аммари был вызван в состав молодёжной сборной Ирака в Турции. В конце января 2019 года в её составе провёл два товарищеских матча со Саудовской Аравии, где он забил в каждом из матчей.
2 сентября 2021 года дебютировал за национальную сборную Ирака в отборочном матче к чемпионату мира со сборной Южной Кореи.

## Клубная статистика
| Выступление      | Выступление      | Выступление      | Лига | Лига | Кубки | Кубки | Конт. кубки | Конт. кубки | Разное | Разное | Итого | Итого |
| Клуб             | Лига             | Сезон            | Игры | Голы | Игры  | Голы  | Игры        | Голы        | Игры   | Голы   | Игры  | Голы  |
| ---------------- | ---------------- | ---------------- | ---- | ---- | ----- | ----- | ----------- | ----------- | ------ | ------ | ----- | ----- |
| Хускварна        | Дивизион 1       | 2017             | 24   | 7    | 2     | 1     | 0           | 0           | 0      | 0      | 26    | 8     |
| Хускварна        | Итого            | Итого            | 24   | 7    | 0     | 0     | 0           | 0           | 0      | 0      | 24    | 7     |
| Йёнчёпингс Сёдра | Суперэттан       | 2018             | 28   | 2    | 4     | 1     | 0           | 0           | 0      | 0      | 32    | 3     |
| Йёнчёпингс Сёдра | Суперэттан       | 2019             | 30   | 6    | 4     | 0     | 0           | 0           | 0      | 0      | 34    | 6     |
| Йёнчёпингс Сёдра | Суперэттан       | 2020             | 30   | 9    | 3     | 0     | 0           | 0           | 2      | 0      | 35    | 9     |
| Йёнчёпингс Сёдра | Итого            | Итого            | 88   | 17   | 11    | 1     | 0           | 0           | 2      | 0      | 101   | 18    |
| Хальмстад        | Алльсвенскан     | 2021             | 26   | 3    | 0     | 0     | 0           | 0           | 0      | 0      | 26    | 3     |
| Хальмстад        | Итого            | Итого            | 26   | 3    | 4     | 1     | 0           | 0           | 0      | 0      | 30    | 4     |
| Всего за карьеру | Всего за карьеру | Всего за карьеру | 138  | 27   | 17    | 2     | 0           | 0           | 2      | 0      | 157   | 29    |

## Статистика в сборной
| Матчи и голы Амира аль-Аммари за национальную сборную Ирака | Матчи и голы Амира аль-Аммари за национальную сборную Ирака | Матчи и голы Амира аль-Аммари за национальную сборную Ирака | Матчи и голы Амира аль-Аммари за национальную сборную Ирака | Матчи и голы Амира аль-Аммари за национальную сборную Ирака | Матчи и голы Амира аль-Аммари за национальную сборную Ирака |
| №                                                           | Дата                                                        | Оппонент                                                    | Счёт                                                        | Голы                                                        | Соревнование                                                |
| ----------------------------------------------------------- | ----------------------------------------------------------- | ----------------------------------------------------------- | ----------------------------------------------------------- | ----------------------------------------------------------- | ----------------------------------------------------------- |
| 1                                                           | 2 сентября 2021                                             | Республика Корея                                            | 0:0                                                         | 0                                                           | Отборочные матчи Чемпионата мира 2022                       |
| 2                                                           | 7 сентября 2021                                             | Иран                                                        | 0:3                                                         | 0                                                           | Отборочные матчи Чемпионата мира 2022                       |
| 3                                                           | 7 октября 2021                                              | Ливан                                                       | 0:0                                                         | 0                                                           | Отборочные матчи Чемпионата мира 2022                       |
| 4                                                           | 12 октября 2021                                             | ОАЭ                                                         | 2:2                                                         | 0                                                           | Отборочные матчи Чемпионата мира 2022                       |

Итого:4 матча и 0 голов; 0 побед, 3 ничьих, 1 поражение.